# Adoración de los Magos (El Greco, 1565)
Adoración de los magos o Adoración de los reyes es el tema de una obra generalmente atribuida al Greco, realizada ca. 1565, en su etapa cretense, como San Lucas pintando a la Virgen y el Tránsito de la Virgen.

## Tema de la obra
La Adoración de los Reyes Magos es un episodio relatado únicamente en el Evangelio de Mateo, donde se cuenta que unos magos —siguiendo una estrella—encontraron al Niño Jesús y lo veneraron, ofreciéndole oro, incienso y mirra. No se menciona el número de magos, ni su nombre, etnia, o procedencia, pero la iconografía ha desarrollado estos elementos, siguiendo tradiciones posteriores.
La presente obra y las dos versiones de la Adoración de los Magos (1568) son las únicas obras atribuibles al Greco sobre este tema. Por el contrario, pintó numerosas veces el tema de la Adoración de los pastores.

## Análisis de la obra

#### Datos técnicos y registrales
- Museo Benaki (Atenas)

- Pintura al óleo sobre lienzo pegado sobre tabla;

- 40 x 45 cm, según José Gudiol;[4]
- Realizado en 1550 - 1557 ca. según Wethey; (1565 - 1567 ca. según Fernando Marías)
- Catalogado con el número 2 por Gudiol, por Wethey con la referencia X-1, y por Tizana Frati con el número 1.[5]
- Firmado en la parte inferior izquierda, con letras griegas mayúsculas: ΧΕΙΡ ΔΟΜΗΝΙΚΟΥ .[6]

#### Descripción de la obra
Esta obra es una de las más significativas atribuidas al Greco, pues muestra la transición entre la "maniera greca" y la pintura renacentista, por la pérdida de rasgos propios de los iconos bizantinos, y por el uso de modelos venecianos. Aunque el artista no abandona el uso del pan de oro, las figuras son más naturales, perdiendo el carácter reiterativo, propio de los iconos griegos, e introduciendo la perspectiva y el movimiento en la composición, aprendidos de estampas y grabados occidentales llegados a Creta.
Se desconoce la fecha y el lugar donde fue pintada, aunque quizás fuera el encargo de un cliente veneciano asentado en Creta, donde aún residía el pintor. También es posible que fuera realizada más tarde, ya que ciertas tonalidades del lienzo no podían proceder de estampas monocromáticas, sino de lienzos vistos ya en Venecia.